# Яциська
Яциська (пол. Jaciska) — село в Польщі, у гміні Панки Клобуцького повіту Сілезького воєводства.
Населення — 174 особи (2011).
У 1975-1998 роках село належало до Ченстоховського воєводства.

## Демографія
Демографічна структура станом на 31 березня 2011 року:
|          | Загалом | Допрацездатний вік | Працездатний вік | Постпрацездатний вік |
| -------- | ------- | ------------------ | ---------------- | -------------------- |
| Чоловіки | 82      | 16                 | 51               | 15                   |
| Жінки    | 92      | 20                 | 44               | 28                   |
| Разом    | 174     | 36                 | 95               | 43                   |